# Piaggio Aerospace
Piaggio Aerospace (anciennement Rinaldo Piaggio SpA jusqu'en 1998 puis Piaggio Aero Industries jusqu'en 2014) est un constructeur aéronautique italien dont le siège est situé à Gênes, en Ligurie. Fondée par Rinaldo Piaggio en 1915, c'est l'une des plus anciennes sociétés d'aéronautique encore existante.
Piaggio est plus connue pour ses fameux scooters Vespa mais ceux-ci n'étaient au départ qu'une production secondaire de la société.
C'est l'unique entreprise aéronautique au monde qui fabrique à la fois des avions, des moteurs d'avions et des composants structurels[réf. nécessaire].

## Histoire
La société Piaggio & C. fondée en 1884 par Rinaldo Piaggio à Sestri Ponente, avait alors comme principale activité le matériel ferroviaire. Dès 1915, avec le rachat de l'usine aéronautique Francesco Oneto, débute la production de matériels pour l'industrie aéronautique naissante. En 1964, les deux divisions motos et avions sont officiellement scindées en deux sociétés distinctes : la production aéronautique s'est poursuivie avec Armando (puis avec Rinaldo, le petit-fils du fondateur du même nom) dans l'usine de Sestri Ponente sous le nom Industrie Aeronautiche e Meccaniche Rinaldo Piaggio, tandis que la production de la Vespa se poursuivie dans l'usine de Pontedera
Sa refondation en 1998 s'est basée sur la reprise de Rinaldo Piaggio SpA, par des entrepreneurs comme l'ingénieur Josè Di Mase et l'ingénieur Piero Ferrari (vice-président de Ferrari SpA).
Le 9 novembre 2004, Pratt & Whitney a accordé la production d'une partie déterminante du moteur F135 qui équipera le F-35 JSF (Joint Strike Fighter) à Piaggio Aero. Cet accord fait partie du programme System Development and Demonstration. Les deux contrats d'une valeur de 150 millions de dollars US environ, ont été attribués après une sélection de 6 mois.
En novembre 2005, Avantair lui passe une commande ferme de 36 Avanti II, pour un marché de 230 M$ (194 M€). Les premiers turbopropulseurs seront livrés en 2005.
En octobre 2014, Piaggio Aero change de nom et devient Piaggio Aerospace.
Le 9 décembre 2014, la troisième évolution d'Avanti, l'Avanti EVO est certifié par l'EASA.
Le 22 novembre 2018, l'entreprise est placée en redressement judiciaire. En juin 2019, le gouvernement italien annonce pour environ 700 millions d'euros de contrats pour le ministère de la défense italien pour aider l'entreprise.
Le 27 décembre 2024, les autorités italiennes donnent leur autorisation au rachat du groupe Piaggio Aerospace, qui était depuis six ans sous tutelle de l'État, par le groupe turc Baykar, producteur de drones militaires.

## Production
La société emploie [Quand ?] 1 450 techniciens et dispose de deux usines principales en Ligurie à Finale Ligure et à Gênes-Sestri Ponente[Quand ?], mais dispose aussi d'un site à Nice (Piaggio Aero France) et en Floride (Piaggio America Inc. dont le siège social est à West Palm Beach) et qui s'est aussi récemment installée à Pouzzoles (Pozzuoli), près de Naples. Son capital social a été porté à 80 millions d'euros et son chiffre d'affaires (2001) était de 120 millions d'euros.
Le produit de pointe de Piaggio Aero est son P180 Avanti (acheté notamment par la Marina militare et par Avantair), seul avion d'affaires avec trois surfaces alaires portantes, biréacteur et turbopropulseur, au design étonnant et avant-gardiste (9 passagers, 1 ou 2 pilotes).
En 2010, Piaggio en collaboration avec Thalès développe le P.1HH HammerHead, un drone de surveillance militaire à partir de l'Avanti, mais son développement connait des difficultés importantes et il ne s'est pas vendu.

## Avions

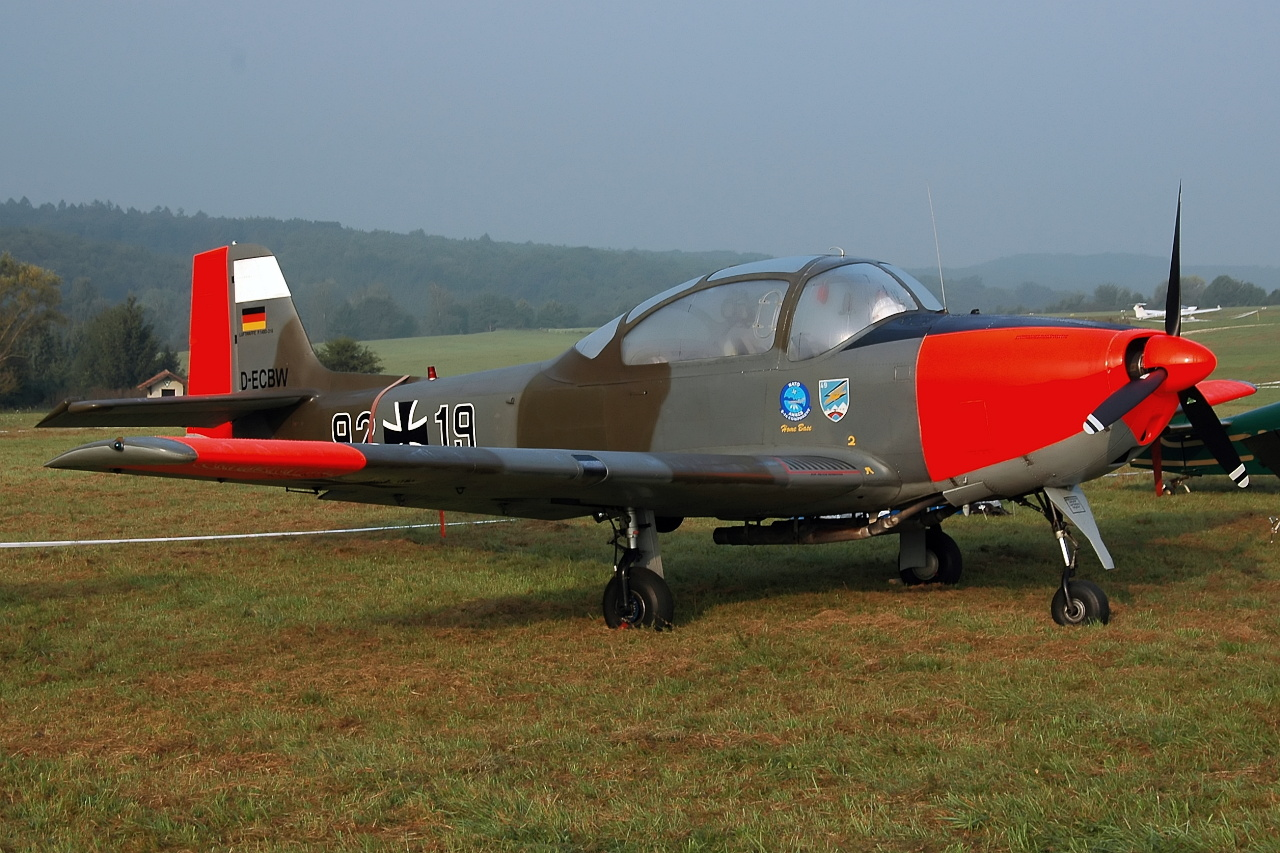
Un Piaggio P149

- Piaggio P.2 (prototype de chasseur monoplan à aile basse monomoteur monoplace)
- Piaggio P.3 (prototype de bombardier de nuit biplan quadrimoteur)
- Piaggio P.6 (hydravion à flotteur de reconnaissance)
- Piaggio P.7 (monoplan à aile haute de course)
- Piaggio P.8 (hydravion à flotteur monomoteur monoplace de reconnaissance)
- Piaggio P.9 (monoplan à aile haute biplace monomoteur)
- Piaggio P.10 (biplan à flotteurs triplace monomoteur)
- Piaggio P.11 (copie sous licence Blackburn Lincock)
- Piaggio P.16 (bombardier lourd trimoteur)
- Piaggio P.23 (prototype de transport commercial quadrimoteur)
- Piaggio P.23R (prototype de transport commercial trimoteur)
- Piaggio P.32 (bombardier bimoteur)
- Piaggio P.50 (bombardier lourd quadrimoteur)
- Piaggio P.108 (bombardier lourd quadrimoteur)
- Piaggio P.111 (avion de recherche à haute altitude)
- Piaggio P.119 (chasseur monoplace monomoteur)
- Piaggio P.136 Royal Gull (amphibie)
- Piaggio P.148
- Piaggio P.149 (fabriqué en Allemagne sous le nom Focke-Wulf FWP-149D)
- Piaggio P166 Albatross
- Piaggio PD-808 (biréacteur de transport léger)
- Piaggio P180 Avanti (le premier avion avec trois surfaces portantes), produit en une centaine d'exemplaires ;
  - Piaggio P180 Avanti II (qui a obtenu son certificat de navigabilité de l'Aesa (Agence européenne de la sécurité aérienne) en septembre 2005 — première livraison mi 2006). Le carnet de commande est de 70 exemplaires.

En développement
- Piaggio Avanti EVO
- Piaggio P1XX

## Moteurs d'avion
- Piaggio P.VI
- Piaggio P.VII
- Piaggio P.VIII
- Piaggio P.IX
- Piaggio P.X
- Piaggio P.XI
- Piaggio P.XII
- Piaggio P.XV